# Bistum Santa Rosa de Lima
Das Bistum Santa Rosa de Lima (lat.: Dioecesis Sanctae Rosae de Lima) ist ein in Guatemala gelegenes römisch-katholische Diözese mit Sitz in Cuilapa. Es umfasst das Departamento Santa Rosa.

## Geschichte
Papst Johannes Paul II. gründete das Bistum am 27. April 1996 mit der Apostolischen Konstitution Ad satius consulendum aus Gebietsabtretungen des Erzbistums Guatemala.

## Bischöfe von Santa Rosa de Lima
- Julio Amílcar Bethancourt Fioravanti (27. April 1996 – 4. Juli 2006, gestorben)
- Bernabé de Jesús Sagastume Lemus OFMCap (28. Juli 2007 – 11. Januar 2021, dann Bischof von San Marcos)
- José Cayetano Parra Novo OP (seit 16. Juli 2021)